# Кућа у Грчкошколској улици бр. 3 у Новом Саду
Кућа у Грчкошколској улици бр. 3 у Новом Саду, познатија као Грчка школа подигнута је у другој половини XVIII века од стране новосадских Цинцара и Грка. Заштићена је као споменик културе од 1997. године.

## Положај и изглед
Кућа, односно зграда, изграђена је у другој половини XVIII века, а обновљена је 1821. године. У кући су 1848. године новосадски Срби донели одлуку о дизану устанка, што говори о великом историјском значају ове грађевине. Кућа је страдала јуна 1849. године и као рушевина остаје до 1853. године. Тада су прикупљена средства за обнову куће по плану Фрица Шлауба. Предрачун радова направио је зидарски мајстор Андреас Ханер. Радови су изведени претежно у класицистичком стилу.
Зграда има један спрат. Двокрилни улаз је асиметрично постављен.
Фасада је урађена у необарокном стилу што сведочи о неким каснијим обновама с краја 19. века. На њој се налази укупно шест оса отвора, посматрано са уличне стране. Спратни део краси упечатљива прозорска декорација у стилу необарока попутː сегметни фронтови са орнаментом у облику шкољке и балустерски низ на парапетима, док је партерни део фасаде обрађен у имитацији камених квадера.
Тавански отвори су затворени декоративним розетама и пресецају поткровни конзолни фриз. Изнад кордовског венца, на спрату, налази се спомен-плоча израђена од ружичастог камена. На спомен-плочи је уклесан текст о обнови 1821. године.
У уличном делу зграде пројектовани су станови, а у крилу које се налази са леве стране дворишта налазила се учионица. Степенишно крило карактерише богата ограда од кованог гвожђа са таваницом изнад која је касетирана.
Деведесетих година 20. века простор је претворен у стамбени, а фасада је поново обновљена.